# دیتنهوفن
دیتنهوفن (به آلمانی: Dietenhofen) یک شهر در آلمان است که در آنسباخ واقع شده‌است.

## خواهرخوانده
شهرهای Flavignac, Zschorlau و Gresten-Land خواهرخوانده‌های دیتنهوفن هستند.

## نگارخانه

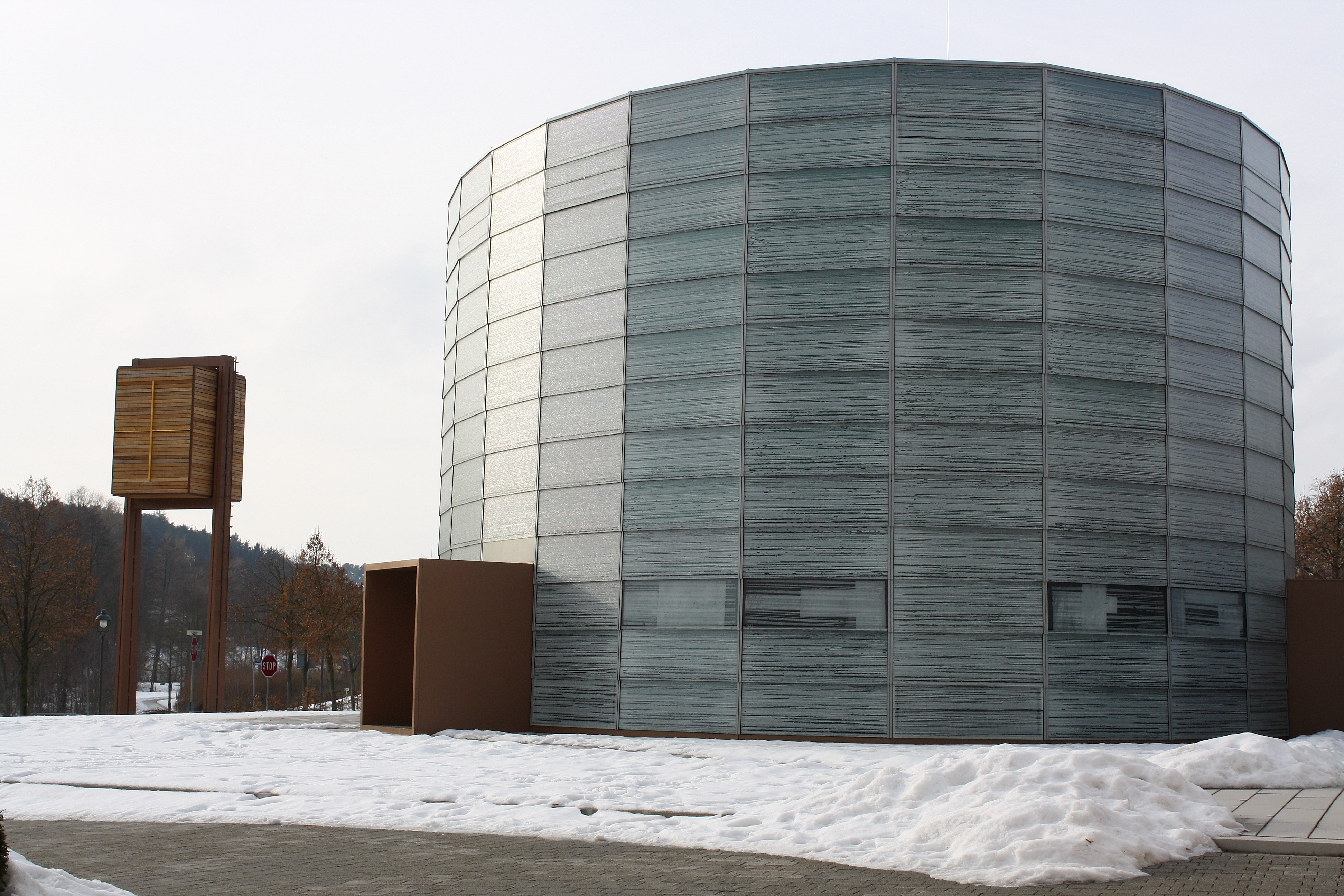
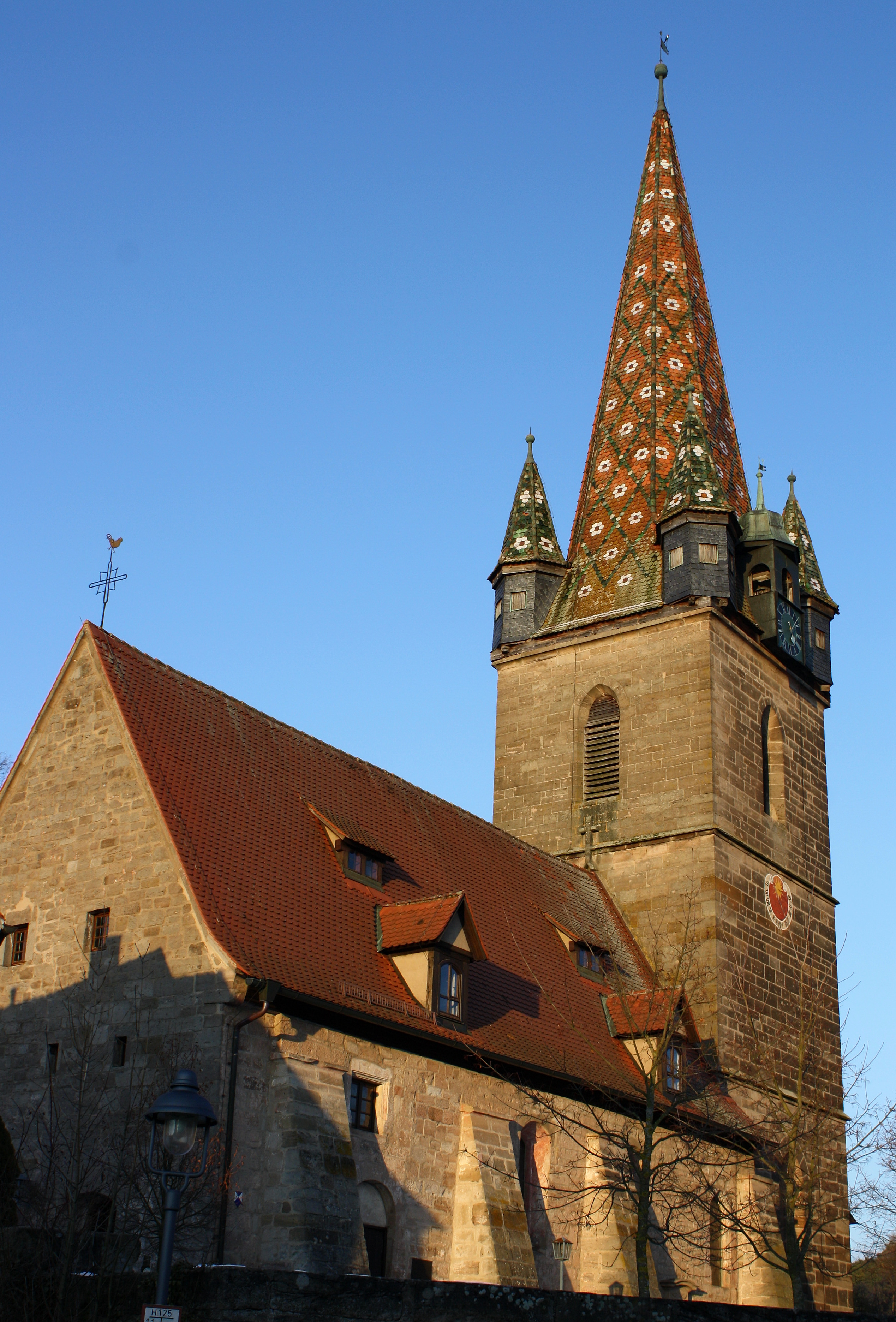